# 新潟市立上山小学校
新潟市立上山小学校（にいがたしりつ かみやましょうがっこう）は、新潟県新潟市中央区女池上山にある、公立小学校。愛称は｢上小(かみしょう)｣。

## 概要
鳥屋野地区の中央部にあり、県庁、新潟県警本部などの主要機関が周辺にある。昭和の新潟大火の後、市街地が急速に拡大した影響で起きた上所小学校、鳥屋野小学校、女池小学校の各小学校の児童数急増により生じた過密の解消を目的とし、昭和52年に3校から分離新設された。開設当時、周辺には田畑が広がっていたが、現在は市内屈指の住宅街となっている。近年は周辺地域の再開発、宅地化による若者層の人口増加の影響により、鳥屋野小学校とともに、児童数が再増加している。

## 沿革
- 1977年（昭和52年） - 上山小学校創立（周辺3校からの分離新設）。
- 1986年（昭和61年） - 創立十周年記念式典を挙行。
- 1987年（昭和62年） - 新潟市陸上記録会の5年生400mリレーで優勝。
- 1989年（平成元年） - 3色対抗による運動会の実施開始。
- 1995年（平成7年） - 全校児童数が596名となった。創立以来唯一児童数が600名を割った年である。
- 1996年（平成8年） - 中庭に回遊池設置、創立二十周年記念式典を挙行。
- 2006年（平成18年） - 創立三十周年記念式典を挙行。
- 2009年（平成21年） - 6年生が国体の開会式に参加。
- 2015年（平成27年） - 地域合同避難訓練を実施。
- 2016年（平成28年） - 創立四十周年記念式典を挙行。
- 2017年（平成29年） - 児童数、クラス数増加による教室不足対策として、プレハブ教室の利用を開始。
- 2020年（令和2年） - 政府の休校要請により3月2日より臨時休校。その後再開。

## 行事
- 運動会 - 毎年6月頃に開催される。競技は、徒競走、リレーなど様々である。
- 音楽会 - 2年生、4年生、5年生は毎年7月に、1年生、3年生、6年生は毎年11月に発表がある。合奏、合唱をそれぞれする。
- 修学旅行 - 6年生は、佐渡または、福島県会津のどちらかに1泊2日で行く。
- 自然教室 - 5年生は、毎年、胎内市に1泊2日行く。

## 児童数
全校児童数790名（1年生127名、2年生131名、3年生132名、4年生126名、5年生143名、6年生131名、2022年（令和4年）度）
新潟市内では、東区の東山の下小学校に次いで4位。

## 通学区域
上近江1丁目2番～9番、上近江3・4丁目、上所上1～3丁目、新光町1・2・4～11番地、出来島、出来島1・2丁目、東出来島、南出来島1・2丁目、女池上山1～5丁目、女池北1丁目、女池西1・2丁目

## 学童保育
- 上山ひまわりクラブ第1・第2・第3・第4[5]

## 進学先中学校
- 新潟市立上山中学校[4]

## アクセス
最寄りのバス停
- 新潟交通「上山学校前」バス停

最寄りの幹線道路
- 新潟県道16号新潟亀田内野線

## 周辺
- 新潟市立上山中学校
- ライク上山中央公園
- 上山公園
- デッキィ401

## 関連事項
- 新潟市の小学校一覧